# パトリス・ルムンバ名称民族友好大学

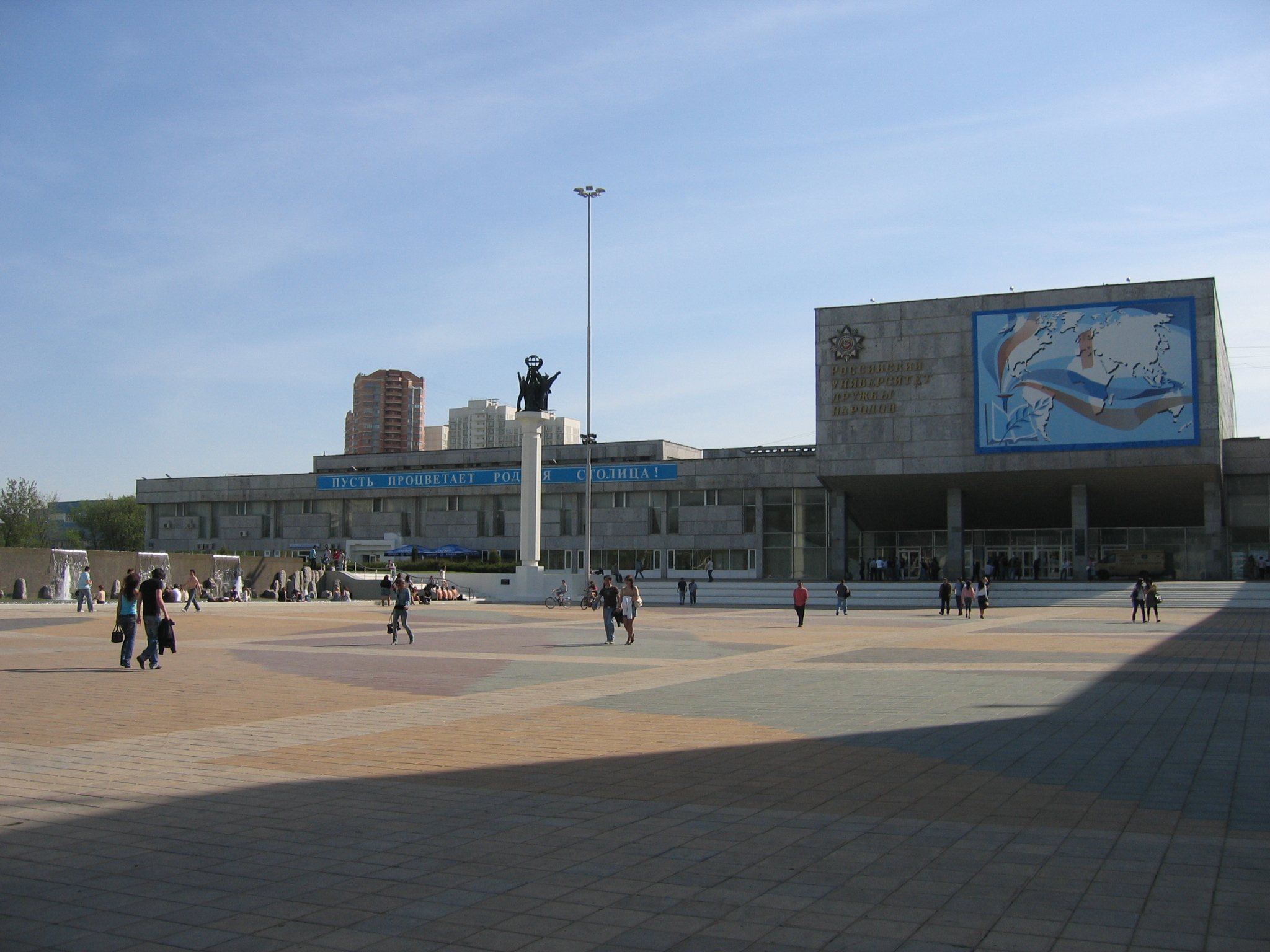
ロシア諸民族友好大学

パトリス・ルムンバ民族友好大学（パトリス・ルムンバめいしょうみんぞくゆうこうだいがく、ロシア語: Университет дружбы народов имени Патриса Лумумбы、ルムンバ大学）は、ソビエト連邦の教育機関。冷戦下にあって、ソ連に友好的な第三世界諸国からの留学生を受け入れるための学校であった。パトリス・ルムンバ記念民族友好大学、ルムンバ民族友好大学ともいう。ソ連崩壊後の1992年2月5日、ロシア連邦政府によりロシア諸民族友好大学（ロシア語: Российский университет дружбы народов、略称РУДН）として学校名が変更され、ロシア語の略称から、現在ではРУДН大学（RUDN大学）とも称される。

## 概要

### 設立
アジア、中東、アフリカ、ラテンアメリカ地域にある友好国からの留学生に対して、共産主義思想及びその経済政策を教えるための大学として、冷戦下の1960年に設立された。1961年にアフリカ独立運動の旗手であったコンゴ民主共和国の指導者であるパトリス・ルムンバを讃えて「パトリス・ルムンバ」という名称を加えた。
なお、第二次世界大戦前のソ連には同様の目的を持って設立された東方勤労者共産大学が存在した。その対象をアジア地域からアフリカやラテンアメリカに広げる形で復活したといえるものである。開校当初はおよそ60ヶ国の国々から600名前後の学生が来ていたとされる。

### かつては
国際テロリストのイリイチ・ラミレス・サンチェス（カルロス・ザ・ジャッカル）や、他にも多くの発展途上国の革命家が留学していたことがあった。日系ロシア人議員イリーナ・ムツオヴナ・ハカマダの母校でもある。ロシア連邦大統領ウラジーミル・プーチンの娘、マリアも在籍していた。

### 現在
1991年のソ連崩壊以降、1992年2月5日、学校名をロシア諸民族友好大学（Российский университет дружбы народов、РУДН）に変更。
現在は、152か国の大学生や大学院生2万8000人が学び、500以上の民族の学生を薫陶している最先端の国際的な学術拠点。国際交流の名門学府として、ロシア大学ランキングでは上位を維持、BRICS諸国の大学ランキングでは上位100位にランクイン、世界大学ランキング500校に入るロシアの大学10校のうちの1校でもある。校舎の中央棟の前には、「五大陸」のそれぞれの5人の若人が団結して、「地球」を支えている意義が込められた像が立っている。